# Design moderno

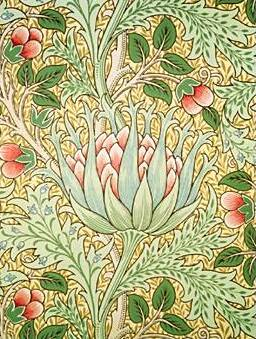
Papel de parede de "Alcachofra", de John Henry Dearle para William Morris & Co., 1897 (Victoria and Albert Museum). Arts and crafts.

O design moderno se refere a uma prática e ideologia de design que têm suas origens no século XIX, além de ser o estilo característico de design da primeira metade de século XX. No final do século XIX, em função do desenvolvimento de novas tecnologias industriais, especialmente na Grã-Bretanha, houve uma necessidade de se criar uma divisão clara entre o artista plástico e o designer.  
"O conceito de arte pela arte, de um objeto belo que existe apenas pelo seu valor estético, não se desenvolveu até o século XIX. Antes da revolução industrial, a beleza das formas e imagens criadas pelas pessoas estavam ligadas à sua função na sociedade."  

## Contexto histórico
No início do século XIX, iniciavam-se os primeiros debates e movimentos de questionamento relacionados ao mundo industrial que surgia. De todos os movimentos reformistas dessa época, no âmbito de uma história do design, interessam, sobretudo, aqueles que se ocuparam com a criação de novas formas de objeto de uso para o cotidiano. Os principais dentre eles foram o movimento britânico denominado Arts and Crafts, o Jugendstil nos países de fala alemã, Art-Nouveau na França e nos países francófilos, a Werkbund alemã e mais tarde, a Escola de Ulm.

### Arts & Crafts

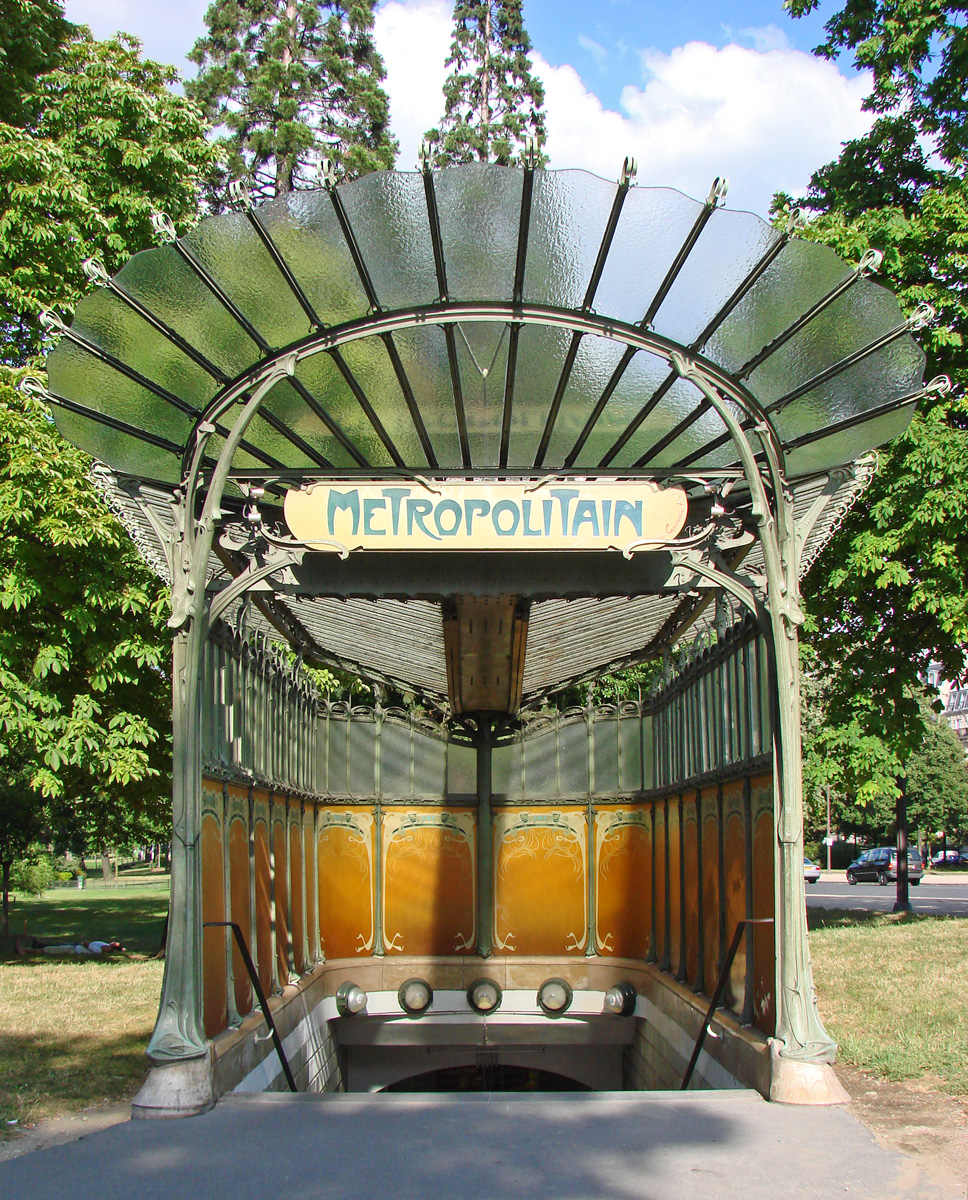
Entrada da Estação Porte Dauphine do Metropolitano de Paris, 1900-1912.

O Arts & Crafts caracterizou-se fundamentalmente por propor uma divisão da arte em arte pura e arte aplicada, que vieram a ser conhecidas como arte menor e arte maior e, ainda, como belas-artes e artesanato. Na mesma época, os objetos industrialmente produzidos eram denominados como arte decorativa e industrial. Além disso, esse movimento era uma oposição ao modelo de atuação da própria indústria e dos produtos derivados desse sistema. Seus seguidores criticavam a baixa qualidade dos produtos provenientes do novo sistema industrial. Apesar dos aspectos humanitários do movimento, predominou a necessidade humana de inovar e diversificar sua produção.

### Art Nouveau
O segundo movimento relevante no processo de modernização do design foi o Art Nouveau que nasceu em Glasgow, no final do século XIX e se difundiu por várias cidades da Europa. Nessa mesma época acontecia o êxodo rural, que marcou o crescimento dos empregos no setor terciário e o aumento da classe média europeia. O Art Nouveau se desenvolveu em um contexto de descobertas das ciências da biologia, botânica e fisiologia, onde os designers voltados para a natureza passaram a se expressar com formas orgânicas e não cristalinas, sensuais e não intelectuais.

### Deustscher Werkbund

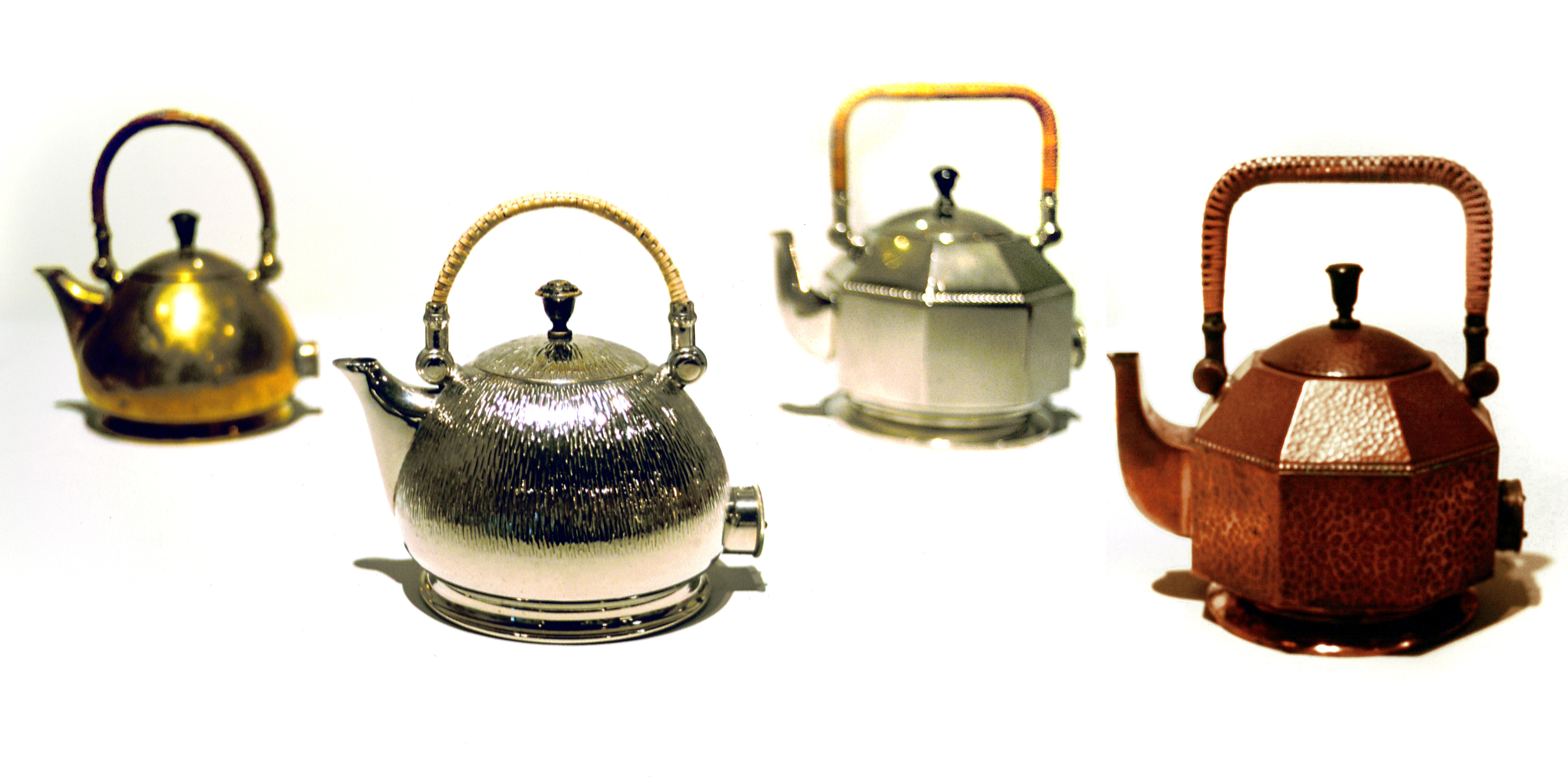
Chaleira elétrica, design por Peter Behrens. Um dos fundadores da Deustscher Werkbund.

O Deustscher Werkbund foi uma organização cultural alemã fundada em 1907 por um conjunto de artistas e personalidades do meio industrial e produtivo, lideradas pelo arquiteto Muthesius e motivadas pela consciência da necessidade de criação de um novo repertório figurativo para os produtos industriais. Pretendia enobrecer o trabalho artesão, relacionando-o com a arte e a indústria, incluindo a resolução do problema da qualidade da produção industrial, balizada entre a utilidade e a beleza. Estas questões da relação entre o funcional e o emocional no objeto de consumo estavam já presentes no movimento Arts and Crafts que se desenvolveu em Inglaterra. O Deustscher Werkbund atua diferente pela preferência na fabricação industrial a produção artesanal.

### Bauhaus
Os três movimentos anteriores tinham como tema principal a associação entre arte, artesanato e indústria, que viriam a ser os pilares da Bauhaus. Nascida em 1919, em Weimar, a escola de design, artes plásticas e arquitetura de vanguarda influenciou a concepção do que é design em todo o mundo. A proposta pedagógica da escola era a união entre arte e indústria, estética e vida cotidiana, modernidade e funcionalidade, na qual buscava formar profissionais capazes de empreender uma verdadeira mudança social por meio da arte.

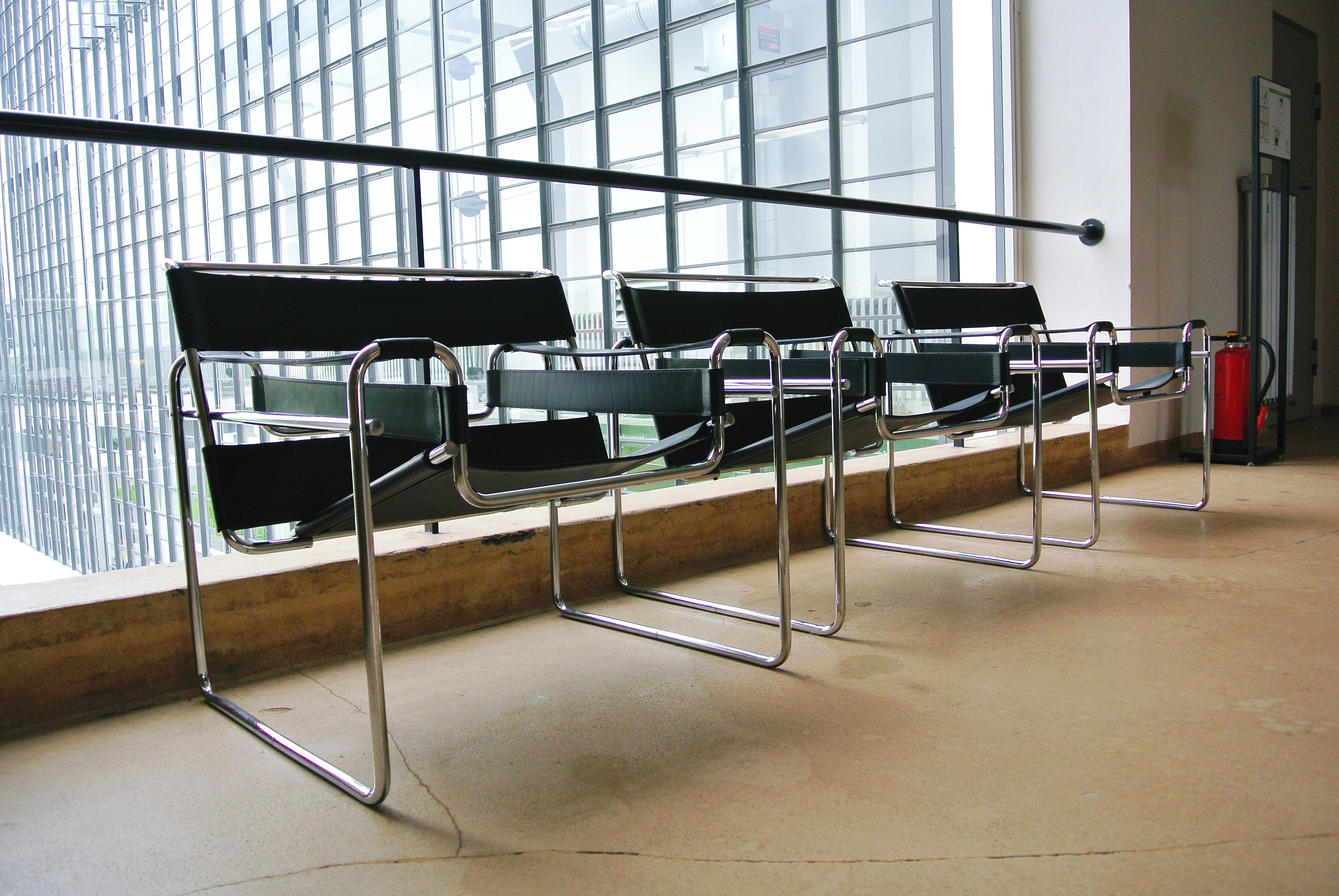
Cadeiras Wassily por Marcel Breuer chefe da oficina de marcenaria na Bauhaus.

Na segunda fase, com a direção de Hannes Meyer, a escola voltou-se para a organização de ensino do design, a estruturação de metodologias de projetos e para a ênfase do aspecto social do design. Já em sua terceira fase, a Bauhaus foi dirigida por Ludwig Mies van der Rohe, que tinha como filosofia uma integração entre arquitetura e design.
O início do século XX foi marcado pelos avanços da vida moderna e pela descoberta do "conforto". Existia uma curiosidade pelo novo e a necessidade de demonstração de status pessoal. Começava a popularização do cinema, o projeto de grandes dirigíveis, dos hidroaviões e dos aviões de diversos lugares e passageiros. O mundo estava mais acelerado. Apesar de toda a euforia pelo mundo moderno e do conforto proporcionado pelos produtos industriais, surgiram críticas sobre as consequências do mundo industrializado e do novo estilo de vida do homem.

### Escola de Ulm

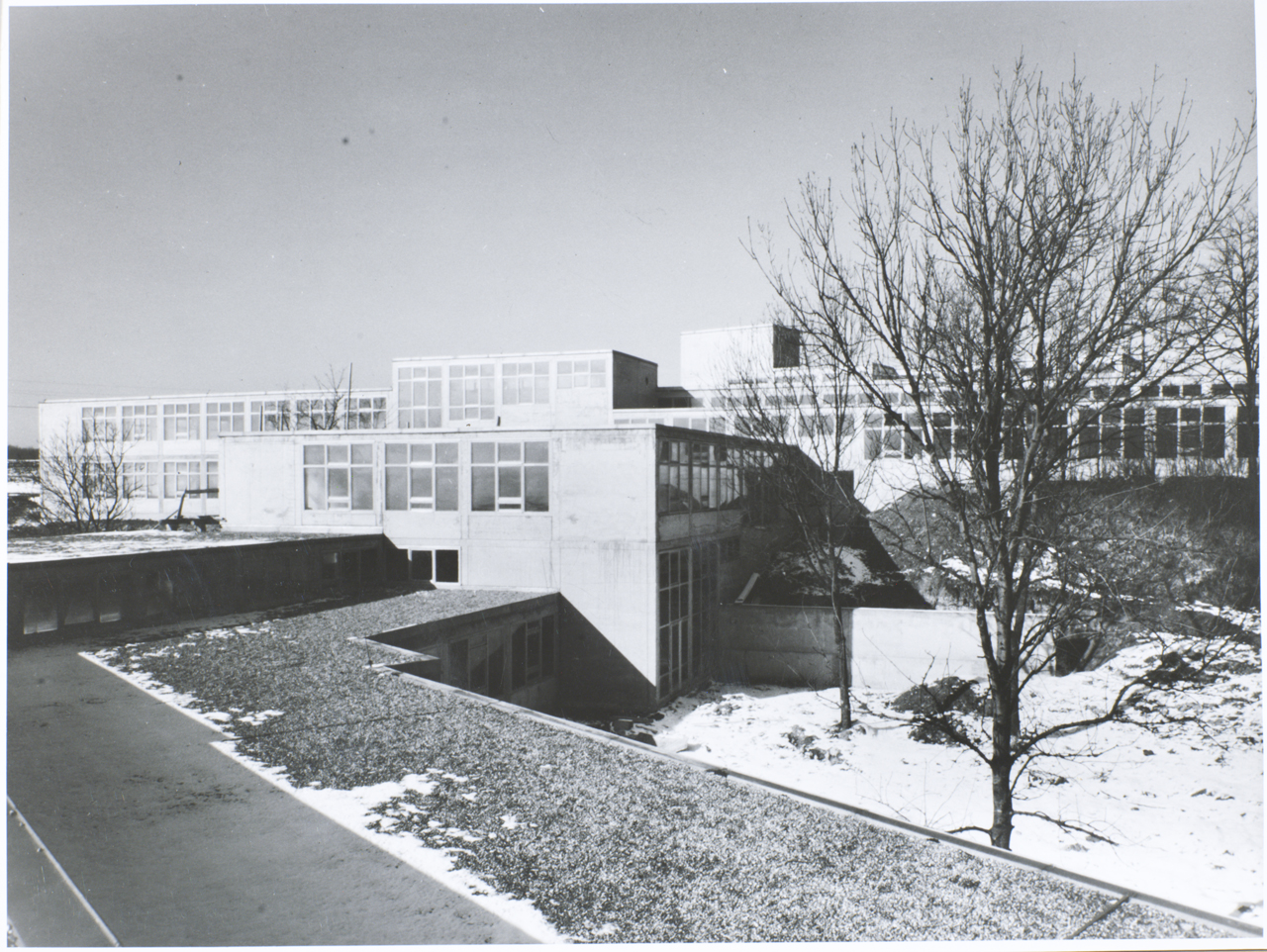
Escola de Ulm (1955)

Depois da Segunda Guerra Mundial, temos a Hochschule für Gestaltung em Ulm . Assim como a Bauhaus nos anos 20 influenciou fortemente a arquitetura, a configuração e a arte, a HfG influenciou a teoria, a prática e o ensino do design, assim como a comunicação visual de diversas formas. O suíço Max Bill, ex-aluno da Bauhaus de 1927 a 1929, participou da fundação e a dirigiu até 1956. Como professores visitantes estiveram na HfG antigos bauhausianos, como Albers, Itten e Walter Peterhans. O programa da escola se orientava, fortemente no início, pelo modelo da Bauhaus de Dessau. A continuidade foi acentuada claramente no discurso inaugural de Walter Gropius em 1955, ele relacionou o significado do papel do artista em uma democracia progressista e ao mesmo tempo retomou a censura, já que a Bauhaus defendia um racionalismo unilateral. No seu pronunciamento, ele defende encontrar novamente um equilíbrio entre as pretensões práticas e estético-psicológicas da época.

## O "Bom" Design

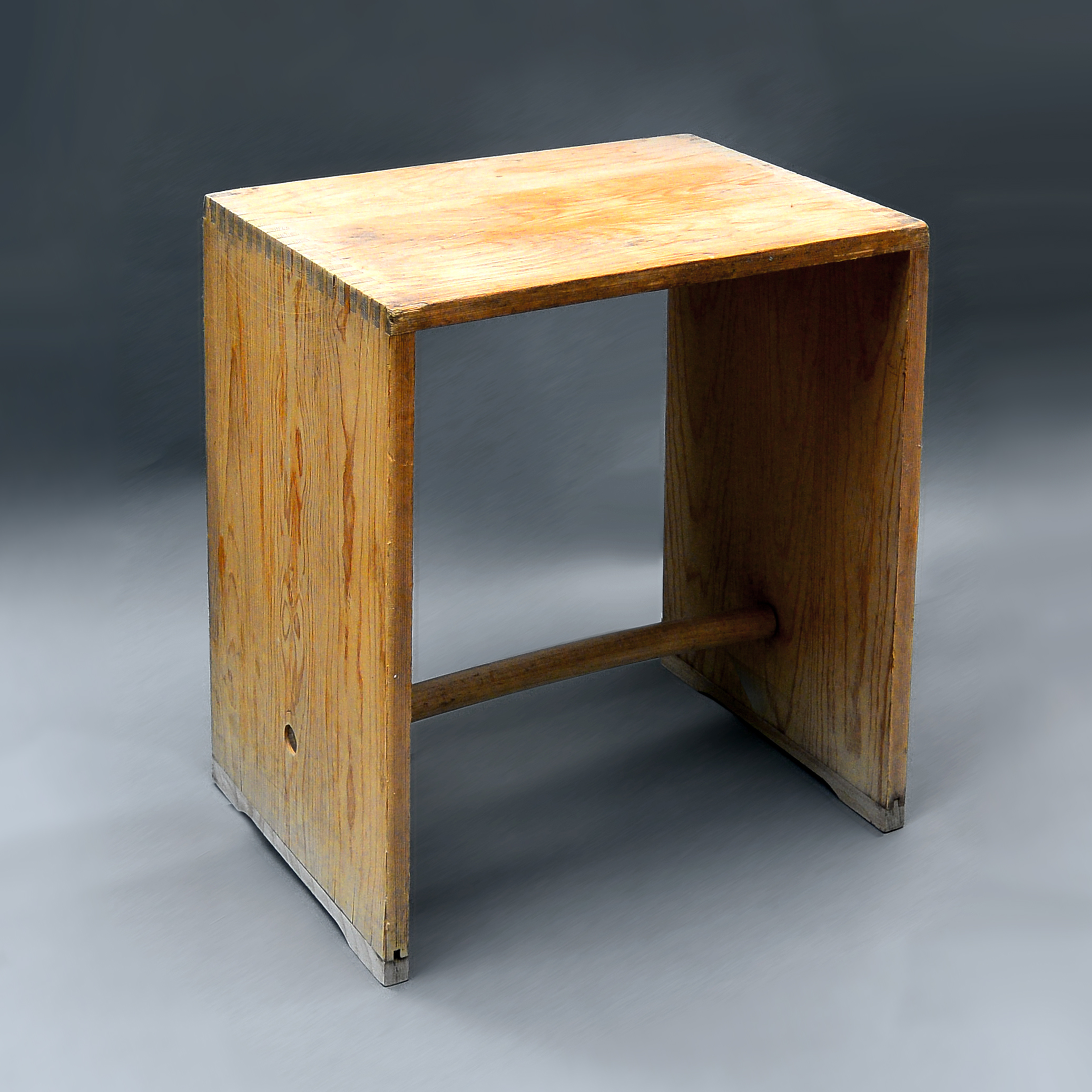
O banquinho de Ulm, projeto do arquiteto e escultor suíço Max Bill com Hans Gugelot em 1954.

Foi imposta uma rigidez nos produtos industriais feitos no início do Século XX. Os desenhos dos produtos eram elaborados de maneira que facilitasse sua confecção. Dessa forma, produtos com desenhos decorativos deixaram de ser prioridade.
Arquitetos e designers buscavam por uma estética nova e própria para produtos industrializados. O arquiteto e designer Le Corbusier tentava combinar a utilização da mecanização com formas que representassem o processo de modernização. O momento apontava a utilização de proporções geométricas, do jogo de volumes e baixo custo da produção seriada. Nos Estados Unidos, Frank Lloyd Wright difundia o que chamou de Estética Mecânica, propondo o uso da mecânica como utensílio na formação da estética moderna. Wright propunha a definição do mobiliário como parte integrante, decorativa e funcional da arquitetura. Explorou, também, os desenhos de linhas orgânicas e o uso da forma hexagonal como referência para seus projetos.

### Conceito
O conceito "bom" já acompanhava o design de língua alemã havia bastante tempo. Nos primórdios da Werkbund, "bom'' significava o que era esteticamente simples, sem ornamentação supérflua, funcional e socialmente útil. A palavra também envolvia também as normas interligadas ao conceito.

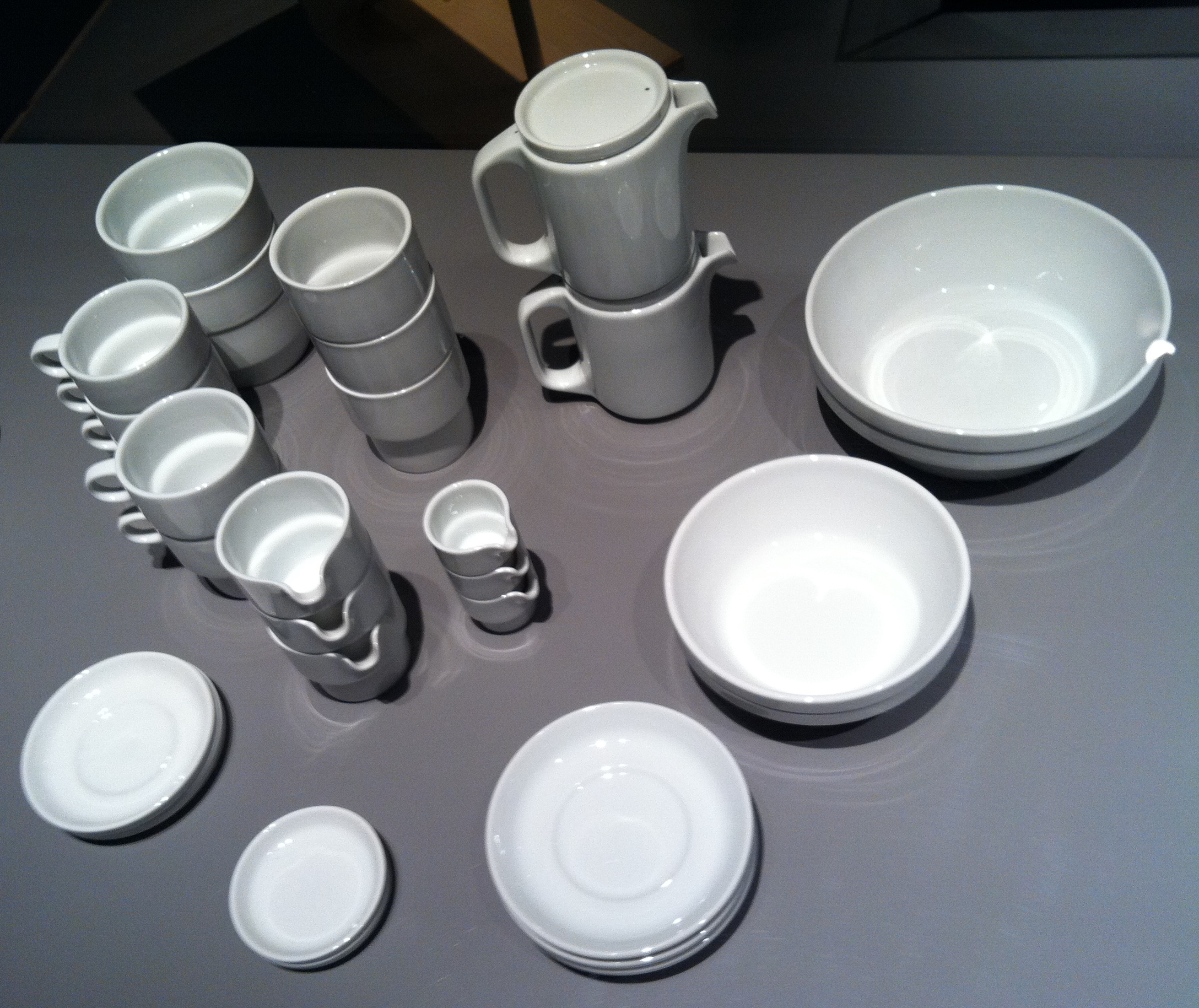
Jogo de louça empilhável, design feito por Nick Roericht (1959).

Após a Segunda Guerra Mundial, o funcionalismo viveu seu período de florescimento na República Federal da Alemanha. A produção em massa desenvolvida era reconhecida como um instrumento adequado para a padronização e racionalização da produção. Isto valia para o design e a arquitetura. Especialmente na Escola de Ulm, este conceito foi desenvolvido teórica e praticamente nos anos 60.

### Regras do "Bom" Design
- Não pode ser uma técnica de revestimento. Ele deve expressar a natureza do produto em questão por meio de uma forma correspondente;
- Deve tornar visível a função do produto, seu manuseio, e, portanto, torná-la facilmente legível para o usuário;
- Deve deixar transparecer o mais recente estágio do desenvolvimento técnico;
- Não pode se restringir apenas ao produto, mas deve levar também em consideração questões ambientais, de economia de energia, de reciclabilidade, durabilidade e ergonomia;
- Deve fazer da relação entre o homem e o objeto o ponto de partida do projeto, especialmente com respeito a aspectos da medicina do trabalho e da percepção.[3]